# Republika (słowacka partia polityczna)
Republika (słow. Republika; zapis stylizowany REPUBLIKA) – słowacka nacjonalistyczna partia polityczna.

## Historia
Partia powstała w 2002 roku w wyniku rozłamu w Ruchu dla Demokratycznej Słowacji pod nazwą Ruch dla Demokracji (Hnutie za demokraciu). Jej pierwszym liderem był Ivan Gašparovič, były prezydent Słowacji. Kolejnym przywódcą został Jozef Grapa. W wyborach z 17 czerwca 2006 ugrupowanie to uzyskało 0,6% głosów i utraciło swą reprezentację parlamentarną. W kolejnych latach partia zmieniała swoją nazwę: w 2018 przyjęła nazwę Głos Ludu, a w 2021 – Republika. Ponownie startowała w wyborach od 2019, biorąc udział w wyborach do Europarlamentu i Rady Narodowej, uzyskiwała jednak poparcie poniżej 1 procenta.

## Liderzy partii
- 2002–2004: Ivan Gašparovič
- 2004–2018: Jozef Grapa
- 2018–2021: Peter Marček
- od 2021: Milan Uhrík